# Армянская епархия Бейрута
Бейрутская (Бэритская) епархия Иерусалимского патриархата Армянской Апостольской церкви (арм. Հայ Առաքելական եկեղեցու Երուսաղեմի պատրիարքության Բեյրութի թեմ) — упразднённая епархия католикоса Армянской Апостольской церкви в составе Иерусалимского патриархата.

## История
В 1911 году в юрисдикцию Бейрутской епархии входила территория Бейрутского вилайета Османской империи. По данным на 1911 год количество верующих данной епархии Армянской Апостольской церкви — 1000, а количество церквей — 4, а также последователей Армянской Католической церкви на территории данной епархии — 300 человек.